# Darrell Scott

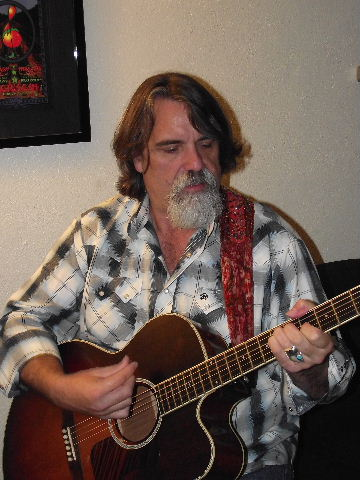
Darrell Scott (2011)

Darrell Scott (* 6. August 1959 in London (Kentucky)) ist ein US-amerikanischer Singer-Songwriter und Country-Musiker. Stilistisch lässt er sich der New-Traditionalism-Richtung zuordnen. Sein Ruf als Musiker und Songwriter begründet sich zum einen auf die Zusammenarbeit mit zahlreichen Musikern aus dem etablierten und alternativen Country-Sektor, zum anderen auf einige seiner Songs – beispielsweise das 2007 als Song of the Year ausgezeichnete Stück Hank William’s Ghost oder die in der Fernsehserie Justified als Outro-Motiv verwendete Ballade You’ll Never Leave Harlan Alive. Eine Reihe von Scotts Kompositionen – darunter auch die beiden aufgeführten – wurden von anderen Interpreten und Interpretinnen gecovert.

## Biografie
Seine Kindheit und Jugend verbrachte Darrell Scott, Sohn des Singer-Songwriters Wayne Scott, auf einer Tabakfarm in Kentucky. Später erfolgte ein Ortswechsel nach Gary, Indiana. Einerseits war Scotts Kindheit von materiellen Mängeln geprägt. Vater Wayne Scott, dessen familiäre Wurzeln im Harlan County in Südostkentucky lagen, verdiente seinen Lebensunterhalt in Gary als Stahlarbeiter; zeitweilig fuhr er am Wochenende zusätzlich Dieselöl mit einem Lastkraftwagen aus. Andererseits war das Haus der Scotts voller Musikinstrumente; Begeisterung und Ambitionen bezüglich der Musik hegten neben Darrel auch seine vier Brüder. Erste Erfahrungen als Musiker sammelte Darrell Scott während Aufenthalten in Südkalifornien, Toronto und Boston. An der Bostoner Tufts University belegte er Studiengänge in Poesie und Literatur. Ab Mitte der 1990er etablierte sich Darrell Scott als Sessionsmusiker und Komponist in Nashville, Tennessee. Parallel zu diesen Tätigkeiten forcierte er eine eigenständige Karriere als Country-Musiker.
Scotts erstes Album, Aloha from Nashville, erschien 1997. Neben anderen Songs – darunter das später auch von den Dixie Chicks eingespielte Stück Heartbreak Town – enthielt es das wohl meistgecoverte Stück von Scott: die stark Bluegrass-lastige Folkballade You’ll Never Leave Harlan Alive. Ein weiteres mehrfach gecovertes Scott-Stück – der 2006 auf dem Album The Invisible Man veröffentlichte Titel Hank William’s Ghost – wurde seitens der Americana Music Association (AMA) 2007 als Song of the Year ausgezeichnet. Umgekehrt interpretierte Scott auf seinen Alben nicht nur eigene Kompositionen, sondern auch bekanntes und weniger bekanntes Fremdmaterial – beispielsweise den Johnny-Cash-Erfolgstitel Big River, Loretta von Townes van Zandt, Ramblin Man von Hank Williams oder Another Grey Morning von James Taylor. Drei Alben entstanden als Co-Produktion mit dem Bluegrass- und Country-Musiker Tim O’Brien. Darüber hinaus veröffentlichte Scott 2015 ein Tribute-Of-Album mit Stücken des 2013 verstorbenen Singer-Songwriters Ben Bullington.
Als Studio- wie als Tourmusiker spielte Darrell Scott mit zahlreichen bekannten Acts der Countrybranche zusammen, darunter Suzy Bogguss, Garth Brooks, Guy Clark, Steve Earle, Mary Gauthier, Emmylou Harris, Hal Ketchum, Kate Rusby und Randy Travis. 2010 war Scott Teil der Band of Joy – eines von dem Led-Zeppelin-Sänger Robert Plant auf die Beine gestellten Crossover-Projekts, das Ansätze aus Rock- und Folkmusik zusammenführte. Weite Verbreitung gefunden haben eine Reihe von Scotts Songs. Long Time Gone, geschrieben zusammen mit Tim O’Brien, wurde von den Dixie Chicks gecovert, ebenso Heartbreak Town. Der Song We’ve Got Nothing But Love to Prove wurde von Faith Hill neu eingespielt, It’s a Great Day to be Alive von Travis Tritt, das Bluegrass-Stück With a Memory Like Mine von Mountain Heart und Red Molly. Meistgecoverter Scott-Song ist wohl die Ballade You’ll Never Leave Harlan Alive. 2010 spielte Brad Paisley eine Version davon ein. Neben anderen fand Paisleys Version Verwendung in der Fernsehserie Justified – ebenso die (als Single-Veröffentlichung eingespielte) Variante von Dave Alvin und die von Ruby Friedman. Unabhängig von der Fernsehserie nahmen weitere Künstler den Song in ihr Repertoire – unter anderem die Countrysängerinnen Kathy Mattea und Patty Loveless.
2005 produzierte Darrell Scott das erste Album seines Vaters, Wayne Scott (Titel: This Weary Way). Wayne, der sich in den Nachkriegsjahren für Country-Musik zu begeistern begann und in den 1970ern mit einer Live-Band Auftritte absolvierte, verstarb am 18. November 2011 bei einem Verkehrsunfall nahe Corbin, Kentucky.

## Kritiken
Ein 2011 erschienener Beitrag im Tufts Magazine der gleichnamigen Bostoner Universität charakterisierte Darrell Scott als einen Musiker, dessen Namen die meisten sicher nicht namentlich kennen würden, dafür allerdings seine – stets sehr persönlich gehaltenen – Balladen. Das Fachmagazin American Songwriter würdigte in einer Rezension des Albums Couchville Sessions die musikalischen Neubearbeitungen des auf dem Album enthaltenen Klassikermaterials. Hank Williams’ Ramblin Man beispielsweise sei auf sieben Minuten angezogen, die Version von Johnny Cashs Big River hingegen in einen neuen Twang-Sound gekleidet.

## Alben
- Aloha From Nashville (1997, JustUs Records)
- Family Three (1999, Sugar Hill Records)
- Theatre Of The Unheard (2003, Full Light Records)
- Theatre Of The Unheard (2003, Full Light Records)
- Darrell Scott, Danny Thompson & Kenny Malone – Live in NC (2004, Full Light Records)
- Real Time (mit Tim OBrien; 2005, Full Light Records)
- The Invisible Man (2006, Full Light Records)
- Modern Hymns (2008, Appleseed Recordings)
- A Crooked Road (2010, Full Light Records)
- Long Ride Home (2012, Full Light Records)
- We’re Usually A Lot Better Than This (mit Tim O’Brien; 2012, Full Light Records)
- Memories And Moments (mit Tim OBrien; 2013, Full Skies Records)
- Ten Songs Of Ben Bullington (2015, Full Light Records)
- Couchville Sessions (2016, Full Light Records)